# Eigene-Rufnummer-Ansage
Als Eigene-Rufnummer-Ansage (kurz ERNA) wird ein automatisierter Dienst zur Überprüfung von Anschlüssen im Telefonnetz bezeichnet. Dazu wird eine festgelegte Service-Rufnummer (meist 0800 Freephone) eines Telefonanbieters angerufen, der automatisch die Rufnummer des anrufenden Anschlusses ansagt. Der Dienst ist für Servicetechniker bestimmt.

## Zweck
Der Zweck des Dienstes besteht darin, zu prüfen, ob einer vorhandenen Telefonleitung die richtige Rufnummer zugeordnet wurde. Ebenso kann ein Servicetechniker bestimmen, ob die richtige Leitung zum richtigen Ort geschaltet wird. Unbekannte Leitungen können mit diesem Dienst geprüft und anschließend an die Schaltstelle gemeldet werden.
Die Nutzung mit einem Mobiltelefon ist nicht möglich. Die Nutzung von Telefonanlagen ist nur eingeschränkt möglich. 
Der Dienst zur technischen Prüfung von Telefonleitungen arbeitet auch an Anschlüssen, für die die Übermittlung der Rufnummer gesperrt wurde.

## ERNA in Deutschland

### Ablauf
Nach dem Anwählen der Rufnummer und Eingabe des Passwortes meldet sich der ERNA-Dienst zum Beispiel mit: „Die Rufnummer lautet 1-2-3-4-5-6-7-8; wenn Dir das zu schnell ging, dann gleich nochmal…“. Die Rufnummer wird nun wesentlich langsamer wiederholt. Anschließend erfolgt die Ansage „Vielen Dank für Deinen Anruf“ und die Verbindung wird getrennt. Die Ansage der Rufnummer erfolgt ohne Ortskennzahl.
Während der Ansage der Rufnummer können durch Eingabe weiterer Ziffern verschiedene (regional unterschiedliche) weitere Funktionen angewählt werden. So ist es möglich, einen Rückruf oder die Zusendung eines Faxes zu veranlassen, auch kann die für den Anruf verwendete Dienstekennung erfahren werden. Weiterhin ist ein Sprachtest möglich, d. h. das System zeichnet einige Sekunden Sprache auf und spielt sie wieder ab. Die vom System verwendeten Ansagen sind teilweise launig verfasst, so erfolgt bei Anforderung eines Rückrufs die Ansage „Bitte leg jetzt auf! Ich ruf’ Dich zurück“. Beim folgenden Rückruf erfolgt dann die Ansage „Hallo! Ich bin’s! Ich hoffe mein Rückruf hat Dir geholfen!“. Wenn ein Fax angefordert wird, sagt der ERNA-Dienst „Bitte leg jetzt auf. Ich schick Dir ein Fax in normaler Auflösung“ bzw. „Bitte leg jetzt auf. Ich schick Dir ein Fax in feiner Auflösung“.

### Rufnummer des Dienstes
Entgegen einer verbreiteten Ansicht, dass die Rufnummer ein Betriebsgeheimnis der Deutschen Telekom AG sei, ist die Rufnummer des Dienstes einfach herleitbar aufgebaut. Die Rufnummer beginnt wie auch andere Servicerufnummern der Deutschen Telekom AG mit den Ziffern 0800-330, an die sich die Buchstabenwahl „ERNA“ anschließt. Die Rufnummer kann daher nicht ernsthaft als Betriebsgeheimnis bezeichnet werden. Für die Nutzung des Dienstes wird allerdings eine PIN benötigt, die regional unterschiedlich ist und nicht an Außenstehende weitergegeben werden darf. Die Änderung dieser PIN geschieht außerdem alle zwei Monate.
Arcor betreibt einen ähnlichen ERNA-Dienst, welcher nicht mit PIN geschützt und nur von Arcor-Anschlüssen erreichbar ist.
Unter der Nummer 0800 9377546 kann bei einigen Netzbetreibern die eigene Rufnummer abgefragt werden.

### Abgeschaltete Leitungen
Mit Hilfe des Dienstes lassen sich auch abgeschaltete Leitungen prüfen, insbesondere solche, die lediglich in einen passiven Zustand versetzt wurden und noch für kostenfreie Dienste freigeschaltet sind.  
Bei Leitungen, die aktuell keinem Kunden zugewiesen sind (beispielsweise nach Auszug aus einer Wohnung) genügt der Versuch, eine beliebige Nummer anzurufen. Wenn die Leitung von der Vermittlungsstelle bis zur Wohnung durchgeschaltet ist, erhält man eine so genannte UFA-Ansage (UFA=Unbeschalteter Fiktiver Anschluss). Dabei wird die Vorwahl und eine ID-Nummer des Anschlusses, getrennt durch eine Raute, angesagt. Möchte man als Nachmieter der Wohnung die Leitung weiter nutzen, kann die Bereitstellung eines Telefonanschlusses bei Mitteilung dieser Nummer schneller erfolgen, da so der genaue Port, auf dem die Leitung in der Vermittlungsstelle angeschlossen ist, identifiziert ist und das Telekommunikationsunternehmen nur noch systemintern den neuen Telefonanschluss auf diesen Port buchen muss. So entfallen teilweise aufwändige Schaltungstermine.

## ERNA in der Schweiz
In der Schweiz lautet die Telefonnummer des Dienstes 0800 820 300.